# Tunnel of Love
„Tunnel of Love“ je skladba britské rockové skupiny Dire Straits, která se objevila na jejich albu Making Movies. Následně se také objevila na koncertních albech Alchemy a Live at the BBC a kompilačních albech Money for Nothing, Sultans of Swing: The Very Best of Dire Straits, a The Best of Dire Straits & Mark Knopfler: Private Investigations.
„Tunnel of Love“ je jednou z pouze tří písní Dire Straits, které nebyly připisovány pouze Markovi Knopflerovi (další dvě jsou „Money for Nothing“ a „What the Matter Baby?“). Píseň samotná je psána výhradně Knopflerem, ale úvodním instrumentálem je aranžmá „Carousel Waltz“ z Rodgersova a Hammersteinova muzikálu Carousel.

## Obsazení
- Mark Knopfler – kytara, vokály
- John Illsley – basová kytara
- Pick Withers – bicí nástroje
- Roy Bittan – piano, Hammondovy varhany
- Sid McGinnis – kytara